# Alexander Winterberger

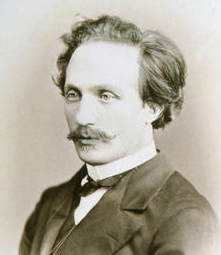
Alexander Winterberger

Alexander Winterberger (geb. 14. August 1834 in Weimar; gest. 23. September 1914 in Leipzig) war ein deutscher Organist, Pianist und Komponist.

## Leben
Alexander Winterberger wurde am 14. August 1834 in Weimar geboren. Er war ein Schüler des Leipziger Konservatoriums und studierte bei dem Weimarer Organisten Johann Gottlob Töpfer und später bei Franz Liszt. Er hatte auch Klavier am Sankt Petersburger Konservatorium (1869–1872)
unterrichtet und war danach wieder nach Leipzig zurückgekehrt.
Am bekanntesten ist er als Erstinterpret von zwei der wichtigsten Orgelwerke Liszts, der Fantasie und Fuge über den Choral „Ad nos, ad salutarem undam“ (Fantasie und Fuge über den Choral der Wiedertäufer aus Giacomo Meyerbeers Oper Le Prophète, deshalb auch Prophetenfantasie genannt) (26. September 1855) und der Fantasie und Fuge über das Thema B-A-C-H (13. Mai 1856). Diese Kompositionen wurden anschließend in verschiedenen deutschen Städten, auf Tourneen in den Niederlanden und anderswo aufgeführt. Außerdem spielte Winterberger am 31. August 1856 bei der Einweihung der Kathedrale St. Adalbert in Esztergom (Gran) den Orgelpart in der Uraufführung von Liszts Graner Messe unter der Leitung des Komponisten.
Winterberger arbeitete anschließend in Leipzig, unterrichtete und war Musikkolumnist bei den Leipziger Neuesten Nachrichten. Er schrieb eine Reihe von Chorwerken, Liedern (darunter Vertonungen von Gedichten Heinrich Heines), Klavier- und Orgelwerken.